# Chade nos Jogos Olímpicos de Verão de 1992
O Chade competiu nos Jogos Olímpicos de Verão de 1992 em Barcelona, Espanha.

## Resultados por Evento

### Atletismo
400 m masculino
- Faudet Ali
  - Eliminatórias — 47.10 (→ não avançou)

800 m masculino
- Yaya Terap Adoum
  - Eliminatórias — 1:54.43 (→ não avançou)

5.000 m masculino
- Yeski Moli Youssouf
  - Eliminatórias — 15:29.25 (→ não avançou)

800 m feminino
- R. Baguepeng Gangue
  - Eliminatórias — DNF (→ não avançou)

1.500 m feminino
- R. Baguepeng Gangue
  - Eliminatórias — 5:06.31 (→ não avançou)